# 주보비
주보비(1989년 10월 12일 ~ )는 대한민국의 배우이다.

## 학력
- 연현중학교
- 한국예술종합학교

## 연기 활동

### 드라마
- 2003년 KBS2 청소년 드라마 《성장드라마 반올림》 ... 주보비 역
- 2011년 MBC 월화드라마 《짝패》 ... 담살 역
- 2013년 MBC 특집극 《2부작 - 세상에서 가장 위대한 일》 ... 승아 역
- 2021년 tvN 목요스페셜 《슬기로운 의사생활 시즌2》 - 김다영 역
- 2023년 SBS 금토드라마 《악귀》 … 나병희 역 (김해숙 아역)
- 2025년 디즈니+ 오리지널 드라마 《파인: 촌뜨기들》 … 종말 역

### 공연
- 2011년 《오월엔 결혼할꺼야》 ... 박지희 역
- 2011년 《6시 퇴근》 ... 최다연 역
- 2012년 《둥근 해가 떴습니다》 ... 지은 역

### 영화
- 2015년 《경성학교: 사라진 소녀들》 ... 키히라 역
- 2019년 《엑시트》 ... 돌잔치 엄마 역
- 2019년 《건달티처》 ... 허영지 역
- 2020년 《#살아있다》 ... 준우 누나 역
- 2020년 《죽지 않는 인간들의 밤》 ... 경희 역
- 2021년 《자산어보》 ... 나주 아낙 역
- 2021년 《모가디슈》 ... 백화시 역
- 2022년 《매미소리》 ... 수남 역
- 2023년 《천박사 퇴마 연구소: 설경의 비밀》 ... 점바치 역
- 2024년 《베테랑 2》  ... 도박꾼 3 역